# Jerusalemkirche (Brügge)

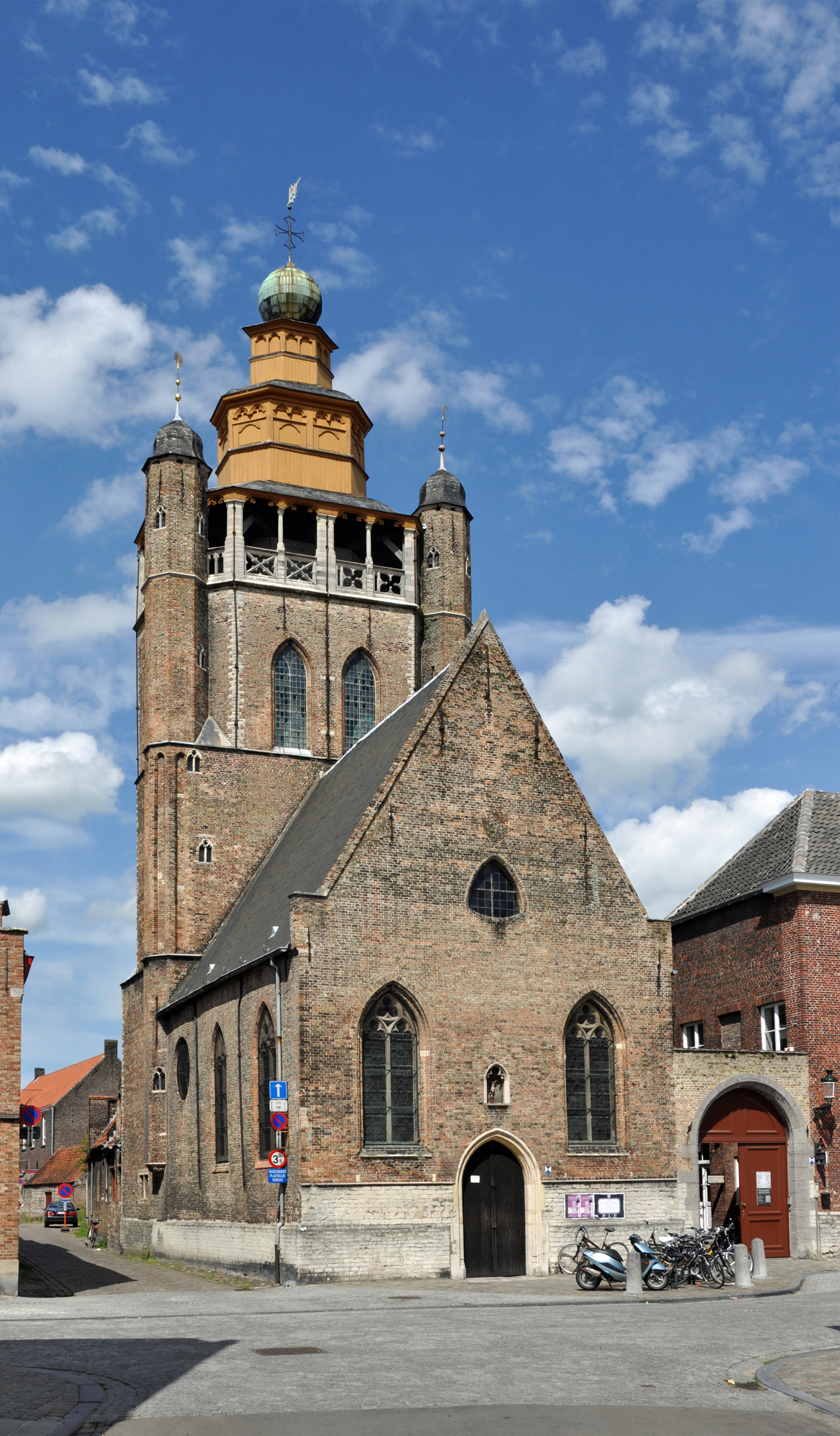
Jerusalemkirche

Die Jerusalemkirche in Brügge wurde im 15. Jahrhundert erbaut. Der Auftraggeber war Anselm Adornes, Mitglied einer italienischen Kaufmannsfamilie, die im 13. Jahrhundert von Genua nach Brügge kam. Nach seiner Pilgerfahrt ins Heilige Land im Jahr 1470 ließ er die bereits seit dem früheren 15. Jahrhundert bestehende Familienkapelle, inspiriert von der Grabeskirche von Jerusalem, umgestalten. Der Kirchenbau ist somit von den persönlichen Erinnerungen und spirituellen Eindrücken seiner Bauherren geprägt.

## Kircheninneres

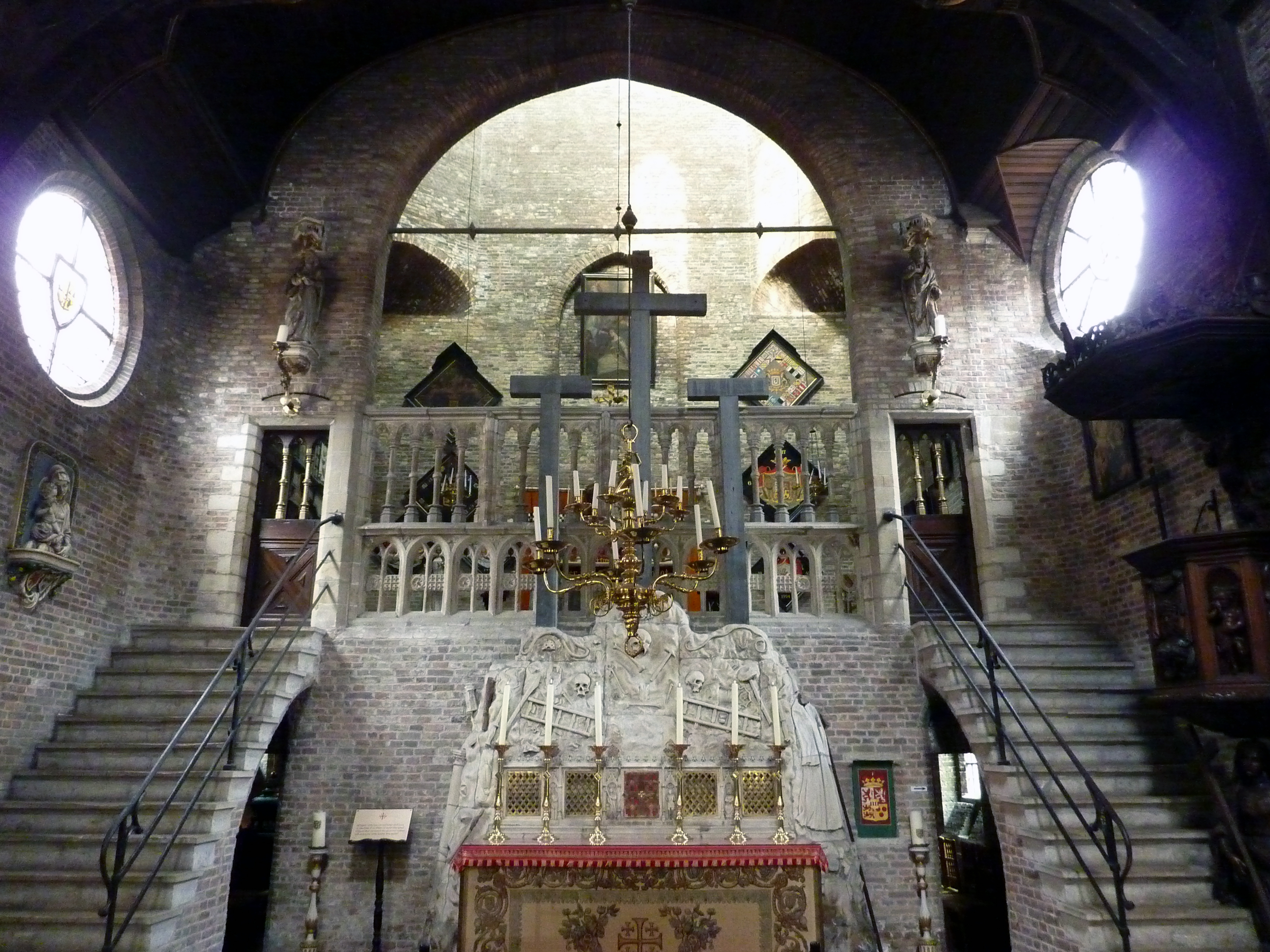
Innenraum der Jerusalemkirche

Der Innenraum der Chorturmkirche ist in zwei Geschosse geteilt. Im Zentrum des ersten Raumes im Erdgeschoss befindet sich ein Grabmal samt einem schwarzen Gisant von Anselm Adornes und seiner Gemahlin Margareta van der Banck. An beiden Seiten des steinernen Altars, hinter dem der Kalvarienberg aufragt, führen Treppen zum oberen Geschoss, wo sich ein weiterer Altar befindet. Von den Treppen kaschiert werden zwei Durchgänge zum hinteren Raum im Erdgeschoss der Jerusalemkirche, einer Art Krypta, von der man weiter zum Heiligen Grab gelangt.

## Sonstiges
Die Jerusalemkirche ist eine der wenigen Kirchen Belgiens, die sich im privaten Besitz befinden.
Unmittelbar neben der Kirche, in ehemaligen Stiftungshäusern sowie im früheren Wohnhaus der Familie Adornes, befinden sich die Adornesdomein mit einem Museum und einer Kunstausstellung sowie das Kantcentrum, ein Museum zum Thema Spitze sowie Spitzenateliers.
Die Jerusalemkirche ist Drehplatz einer Szene des Films Brügge sehen… und sterben?. Allerdings wird dort der Eindruck erweckt, es handele sich um die Heilig-Blut-Basilika.